# Cartiere Miliani Fabriano
La società Cartiere Miliani Fabriano è un'azienda italiana operante nel settore dell'industria cartaria. Fu fondata nel 1782 da Pietro Miliani. 
Nel 2002 è stata acquisita dal Gruppo Fedrigoni S.p.A. che, a sua volta, dal 2017 appartiene al fondo americano Bain Capital. Nel 2003 nei quattro stabilimenti attivi nella regione Marche risultavano impiegate più di 550 persone e realizzati oltre 3 000 prodotti a catalogo.

## Storia

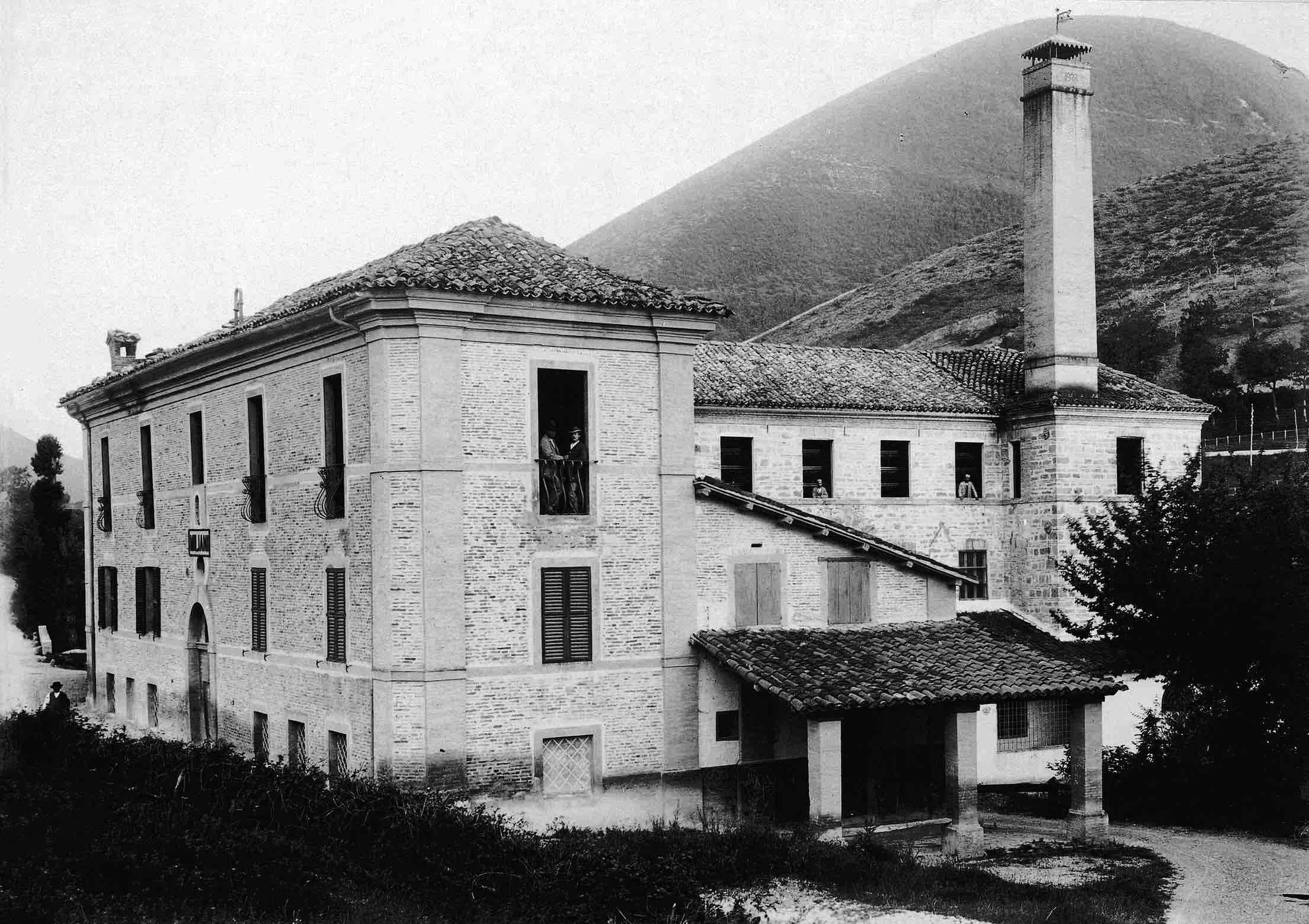
1877 - Cartiera Ponte del Gualdo di Fabriano (ex Cartiera Sociale)

### Pietro Miliani e le origini
La Cartiera Pietro Miliani nasce ufficialmente a Fabriano il 15 febbraio 1782, quando Pietro Miliani (1744-1817) prende in gestione l'opificio di proprietà del conte Antonio Vallemani sito in località “Madonna della Quercia”, in osservanza alla convenzione di associazione stipulata tra i due uomini il 13 giugno 1780.
Dopo un lungo periodo di crisi che aveva colpito le cartiere locali, le elevate capacità imprenditoriali di Pietro Miliani permettono un rapido miglioramento qualitativo del manufatto fabrianese, soprattutto nei confronti della concorrenza estera. Sin dalle origini si specializza in produzioni particolarmente apprezzate da artisti, incisori, tipografi e uomini di cultura. Nell’Archivio Storico delle Cartiere Miliani è conservata la corrispondenza con illustri clienti, tra i quali Antonio Canova, Giambattista Bodoni, Raffaello Morghen, Francesco Rosaspina, Monaldo Leopardi.
Nel 1788 iniziano i primi ampliamenti della ditta con la costituzione della Cartiera Sociale in località Ponte del Gualdo, gestita insieme ai fratelli Serafini, proprietari dell’omonima cartiera. Nel 1791 viene affittata la Cartiera Mariotti, attigua alla cartiera Vallemani, mentre quest'ultima è acquistata definitivamente nel 1805. A causa dell'aumento degli ordinativi, Pietro Miliani è costretto a ricorrere alle risorse di centri di produzione cartaria vicini, come Pioraco, Nocera Umbra ed Esanatoglia.
Pietro Miliani muore il 24 febbraio 1817 e gli succedono i tre figli, Niccolò, Tommaso e Rinaldo, che proseguono l'opera del genitore, mantenendo la ragione sociale della ditta (PMF). Nel 1843 acquistano la Cartiera Sociale - ora Ponte del Gualdo - e nel 1854 la rinomata Cartiera Campioni. La morte dell’ultima erede dei Mariotti permette ai Miliani di rilevare definitivamente questa cartiera. Unendo gli edifici delle vecchie fabbriche Vallemani e Mariotti si dà vita a quella che diventerà la Cartiera centrale della Miliani.

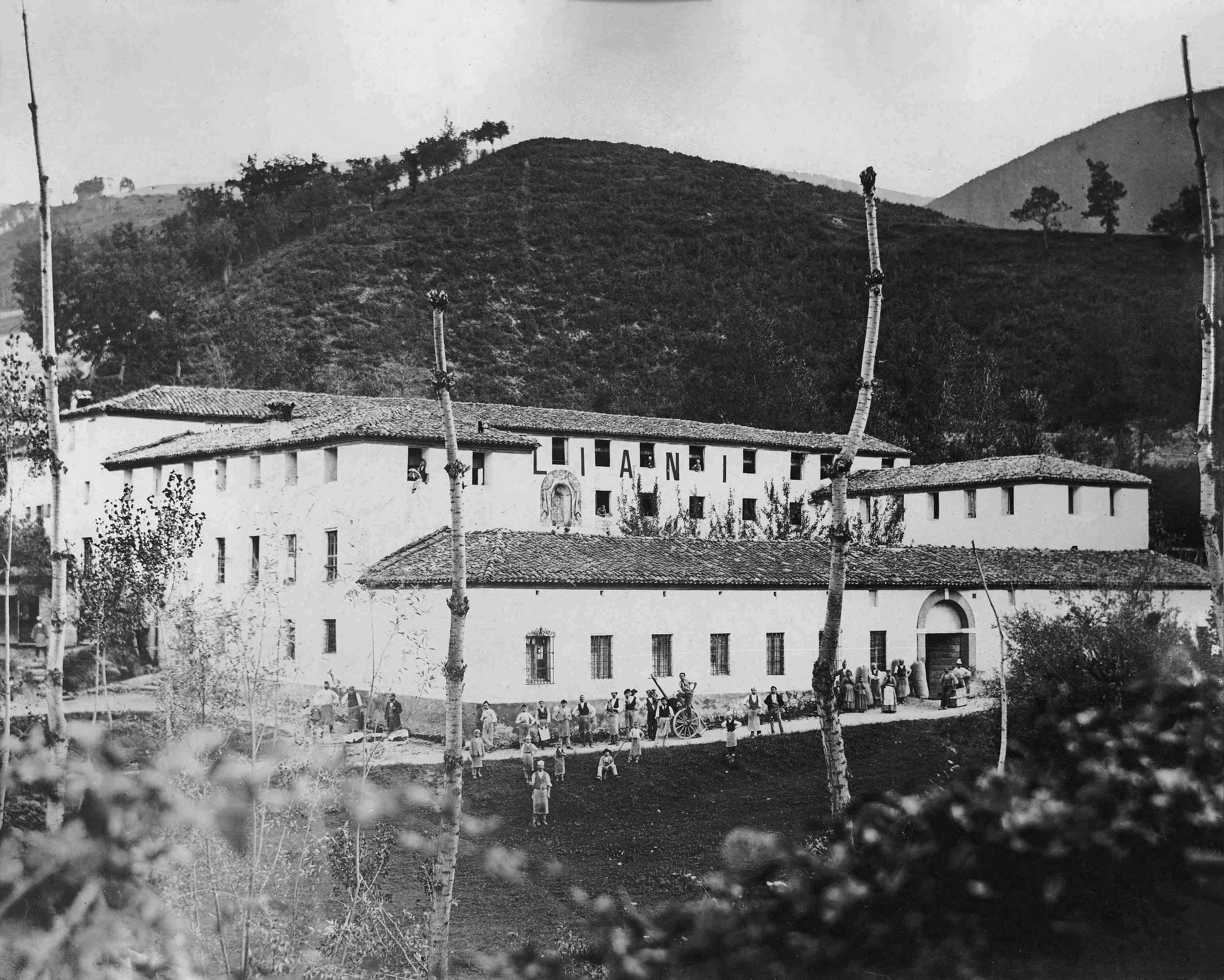
1877 - Cartiera Campioni di Fabriano

### Giuseppe e Giovanni Battista Miliani

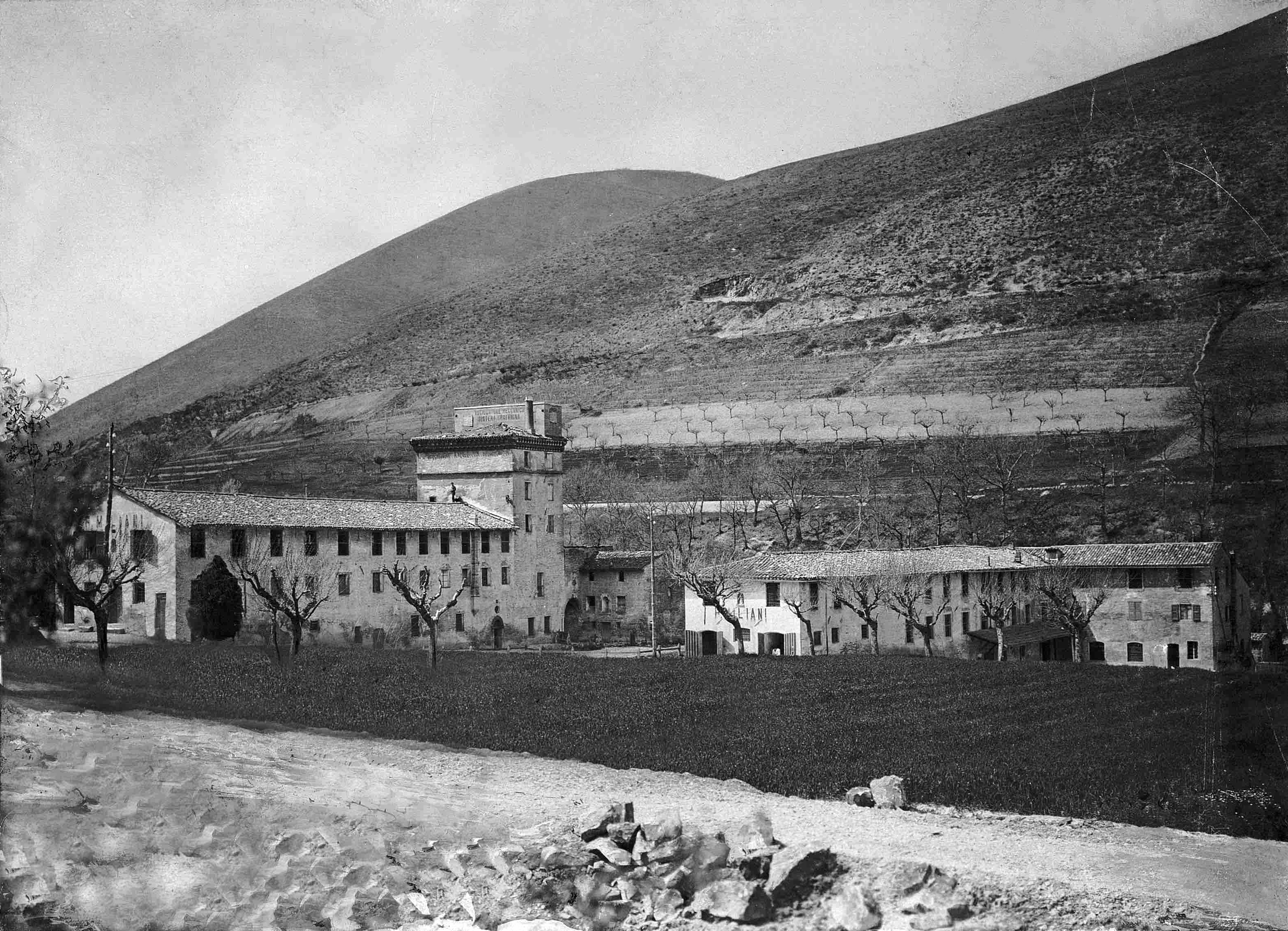
1903 - Cartiera Braccini e Cartiera Serafini di Fabriano

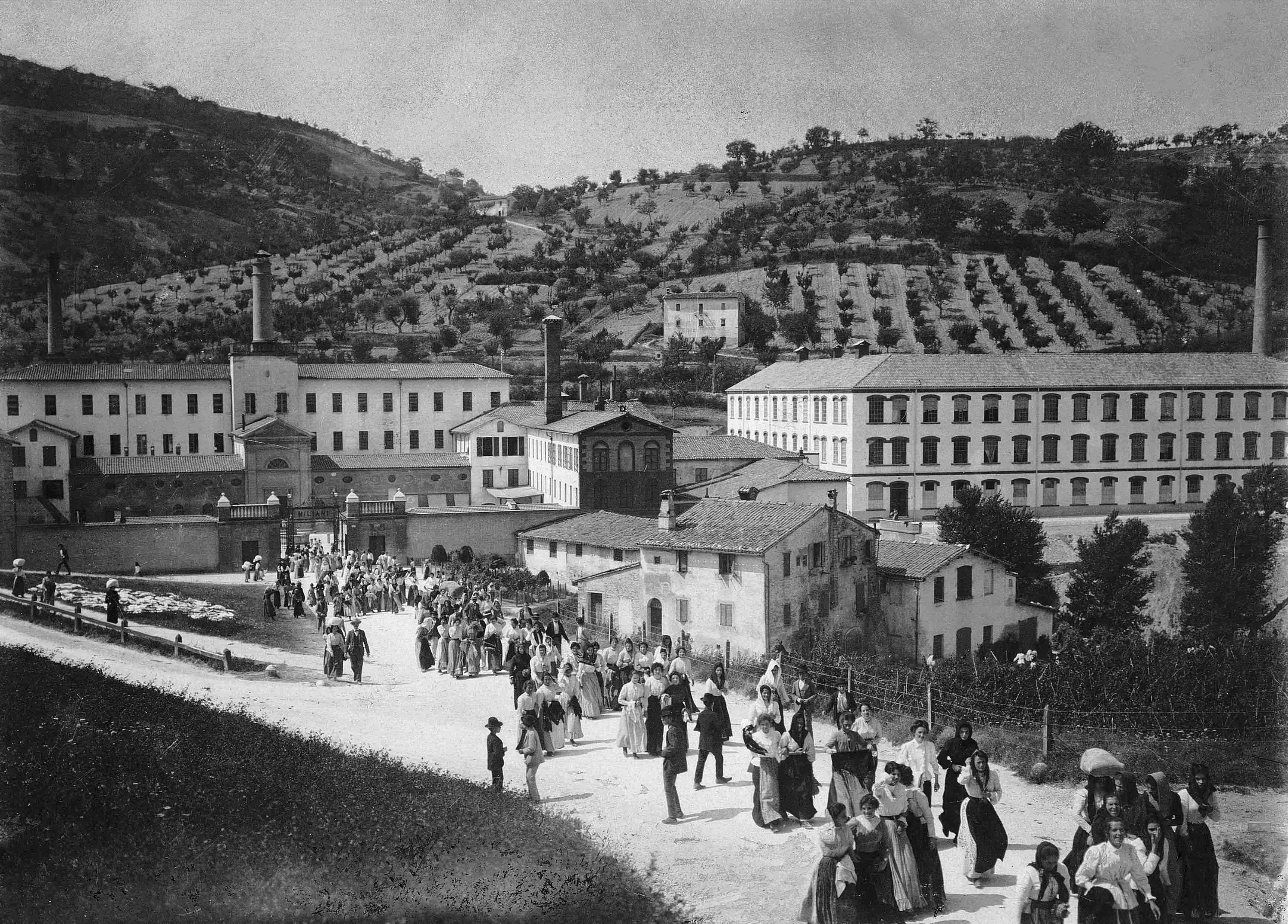
1901 - Stabilimento Centrale delle Cartiere Miliani di Fabriano

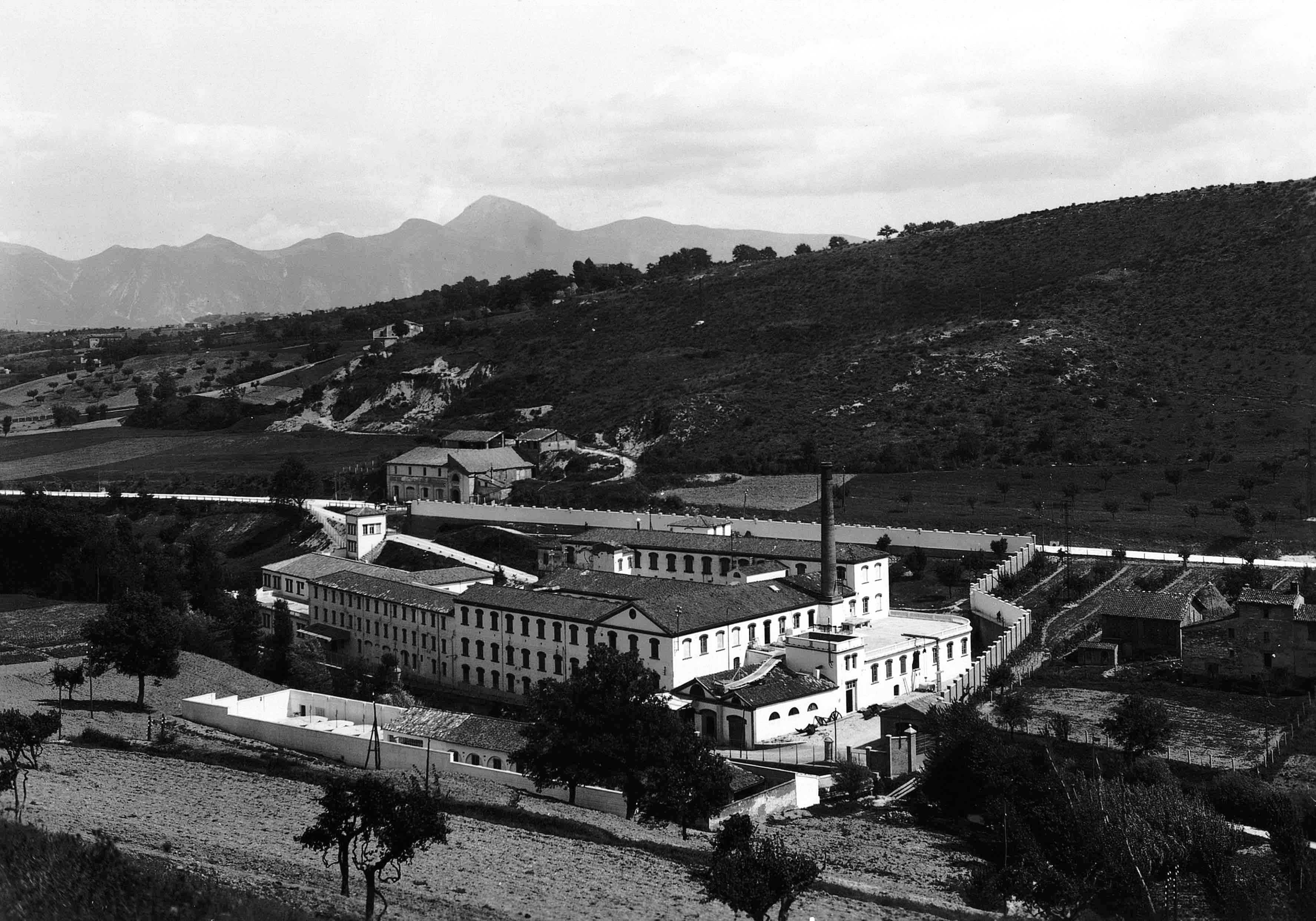
1926 - Stabilimento Succursale delle Cartiere Miliani di Fabriano (ex Cartiera Fornari)

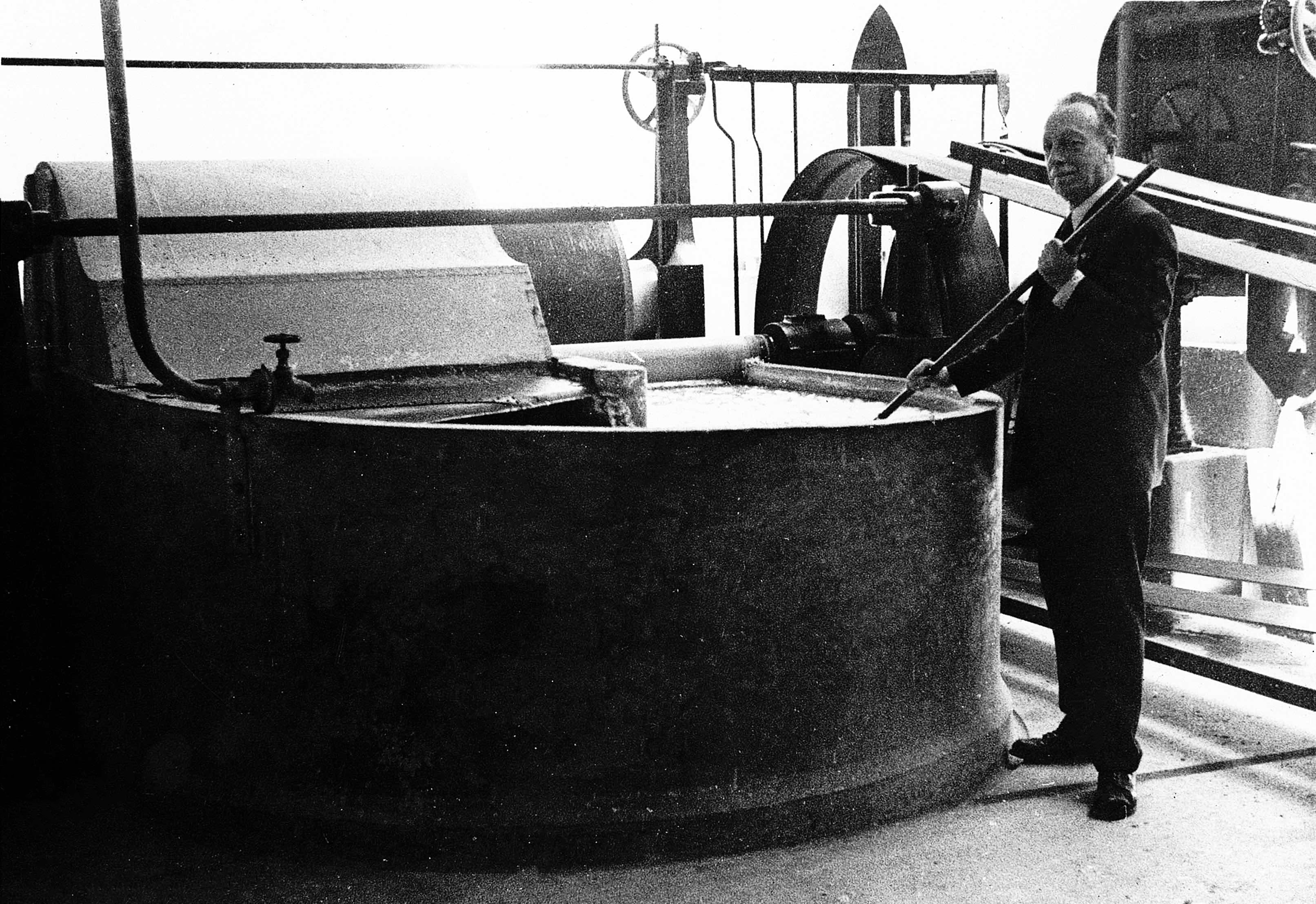
Anni '20 - G.B. Miliani mescola la pasta in lavorazione all'interno del cilindro olandese raffinatore

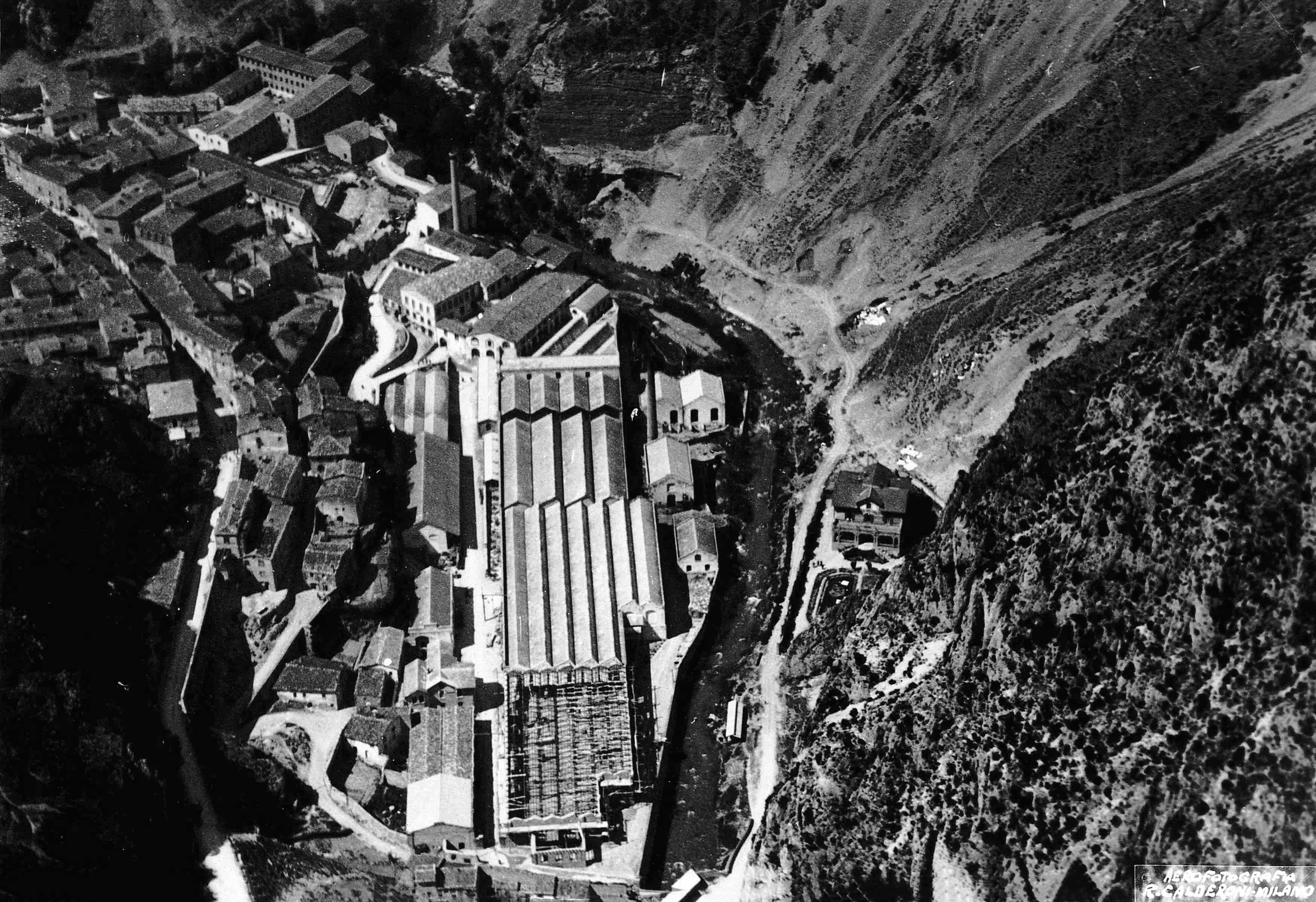
1926 - Stabilimento delle Cartiere Miliani di Pioraco

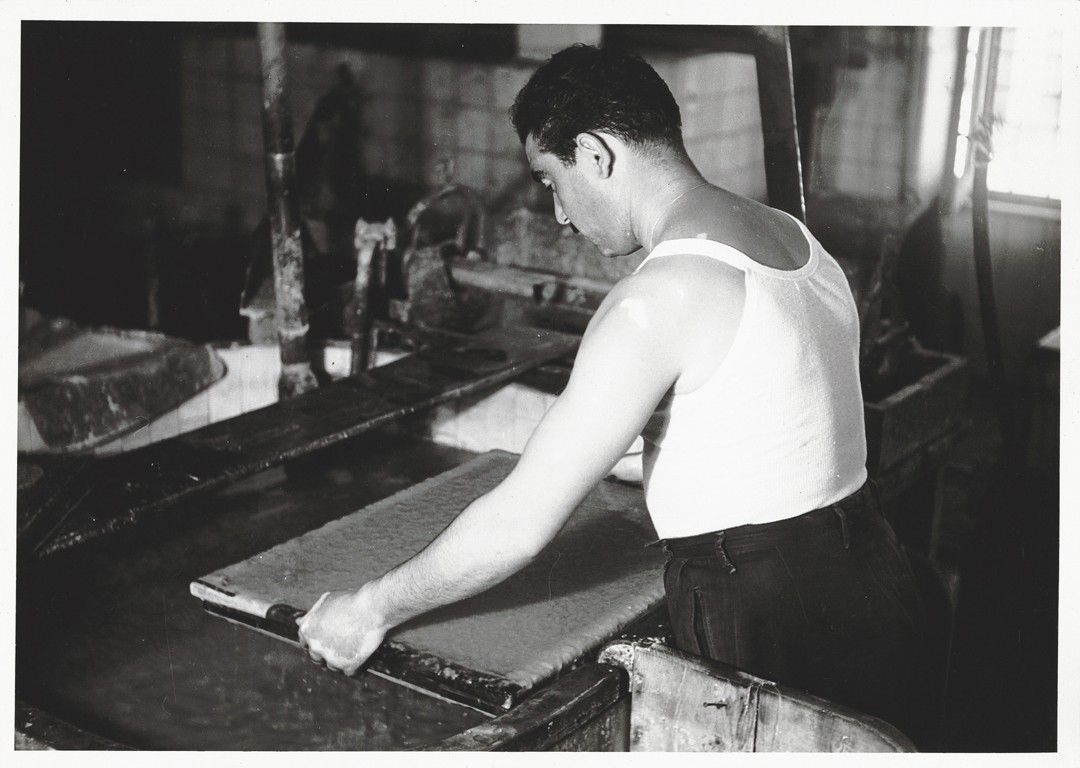
Reparto di lavorazione delle carte valori nello stabilimento Succursale delle Cartiere Miliani Fabriano

Nel 1862 muore Rinaldo Miliani e gli succede nella direzione della società il figlio Giuseppe Miliani (1816-1890), che sin da giovane si era dedicato con passione all’apprendimento dell’arte cartaria sperimentando nuovi macchinari e ampliando le relazioni commerciali dell'azienda.
Potenzia gli stabilimenti, rinnovando gli impianti e aumentando la qualità della produzione. Durante la sua gestione le Cartiere Miliani iniziano la lavorazione delle carte valori o di sicurezza, divenendo fornitore esclusivo dell’Officina Governativa delle Carte Valori di Torino. Nel 1871 ricostruisce in pochi giorni la cartiera centrale, ex Mariotti, dopo un furioso incendio che ne aveva gravemente danneggiato la struttura, mentre nel decennio successivo iniziano i lavori di ampliamento degli edifici originari.
Nel 1872 costituisce la Società di beneficenza per il personale maschile, operaio e impiegatizio, con finalità di assistenza in caso di malattia; ridà lustro e sostiene economicamente la tradizione della Pia Università dei Cartai, erede dell’antica corporazione medievale dell’Arte della carta. Provato dalle violente agitazioni operaie, nel 1884 decide di lasciare al figlio la direzione della società, limitandosi all’amministrazione e ai rapporti con i clienti. Giuseppe Miliani muore il 5 dicembre 1890.
Giovanni Battista Miliani (1856-1937), figlio di Giuseppe, prosegue l’opera iniziata dal padre, completando la trasformazione da cartiera artigianale a industriale. Potenzia il reparto per la fabbricazione di carte pregiate, predispone un laboratorio chimico tecnologico e un gabinetto di incisori per la realizzazione di carte filigranate con la tecnica in chiaroscuro. Perfeziona un tipo di carta detta “a doppio effetto” per le carte valori che viene richiesta in Paesi di tutto il mondo. Introduce per primo in azienda l’utilizzo dei campionari e il listino prezzi.
Nel 1902 avviene il passaggio da azienda a conduzione familiare a industria a capitale sociale: viene costituita una «Società in accomandita con un capitale di 2 600 000 lire formata da 14 soci accomandanti e da un socio accomandatario, che corrisponde al nome di Giambattista Miliani». Nello stesso anno acquista la concorrente fabrianese più prestigiosa, la Cartiera Fornari, sita in località Ponte del Gualdo, a cui si aggiungono la Cartiera Serafini e la Cartiera Braccini. Nel 1906 si ha una nuova trasformazione dell’azienda in Società anonima con l’appoggio della Banca Commerciale Italiana.
Nel 1914 le Cartiere Miliani contano 1192 dipendenti: la massima espansione raggiunta precedentemente alla prima guerra mondiale. Inoltre, agli inizi degli anni ’10, la società si garantisce l’autonomia energetica con l’inaugurazione della centrale elettrica di San Vittore delle Chiuse. Nello stesso periodo vengono acquisite le antiche Cartiere di Pioraco, dove nel giro di sedici anni sono messe in funzione due macchine continue in piano: P1 (1911) e P2 (1927). La prima macchina continua in piano inaugurata a Fabriano è del 1922; per essere montata all’interno della fabbrica si rende necessaria una nuova modifica della struttura centrale della Cartiera Miliani. Avviene in questo momento la definitiva demolizione della chiesina della Madonna della Quercia, già presente al tempo della Cartiera Mariotti e rimodernata da Giuseppe Miliani nel 1888. Gran parte delle suppellettili del piccolo edificio di culto vengono trasferite nella Chiesa di Santa Maria Maddalena.
Circa metà delle maestranze della cartiera sono donne e Miliani si spende sia come politico che come imprenditore per migliorare i loro diritti e le condizioni sociali. Nel 1901 costituisce una sezione per le donne della mutua beneficenza, mentre nel 1913 nasce la scuola del “Buon governo della casa” per le operaie (lezioni, corsi di economia domestica). Vengono attivati servizi di infermeria e ambulatorio, costruito l'asilo nido nel 1936 e dal 1933 organizzate colonie estive per i figli dei dipendenti. Avvia la trasformazione di alcuni edifici di proprietà della Cartiera in case popolari. La struttura della cartiera Campioni viene riconvertita in abitazioni per i dipendenti, mentre la cartiera Ponte del Gualdo diviene sede della colonia elioterapica.
Dopo lunghe trattative, nel 1928 viene ceduto il pacchetto azionario di maggioranza, di proprietà della Banca Commerciale Italiana, alla cartiera inglese Portals. La collaborazione non ottiene i benefici sperati e nel 1931, per liquidare i soci stranieri, si rende necessario l'intervento di un consorzio di enti pubblici che, autorizzato dal governo Mussolini, riacquista le 48 000 azioni in possesso della Portals e di fatto diventa il nuovo Consiglio di amministrazione della società.
Giovanni Battista Miliani conserva il ruolo di presidente del consiglio di amministrazione della nuova società fino al giorno della morte, il 14 aprile 1937. Con lui si chiude un'era:
«Nel 1884, quando prende in mano la direzione, la ”Miliani” ha una succursale a Nocera Umbra e poco meno di 300 operai; nel 1937, quando muore, l’azienda è composta da quattro fabbriche e 1 120 operai, è diventata una società anonima con 18 milioni di capitale interamente versato».

### Le Cartiere dopo i Miliani

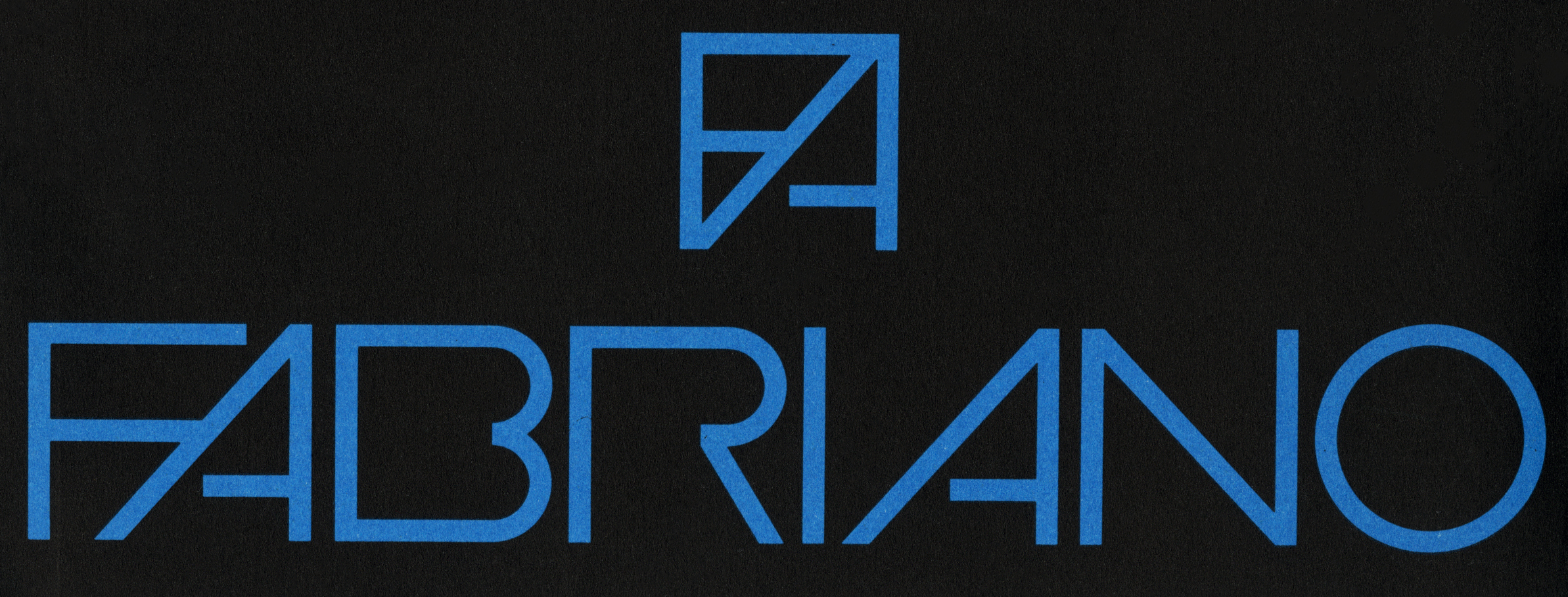
1971 - Il logo delle Cartiere Miliani Fabriano

Le Cartiere Miliani attraversano una fase di incertezza e difficoltà durante la seconda guerra mondiale, poiché la produzione procede a ritmo ridotto e con continue interruzioni. Nei mesi di giugno e luglio 1944 gravi danni vengono arrecati agli stabilimenti di Fabriano e Pioraco dalla Wehrmacht in fuga, in parte limitati dalla resistenza dei dirigenti e dalle maestranze operaie che impediscono lo smontaggio e la sottrazione dei macchinari. Lo stabilimento di Castelraimondo, inaugurato nel 1941 per la produzione della cellulosa dalla paglia di grano, è invece completamente raso al suolo dai guastatori tedeschi.
Nel 1947 viene modificata la ragione sociale in Cartiere Miliani Fabriano S.p.A. (CMF), mentre il capitale sociale è ancora in mano ad un consorzio di enti pubblici: Banco di Napoli,  INA, Cassa Nazionale delle Assicurazioni Sociali, BNL, Poligrafico dello Stato, Assicurazioni Generali di Trieste, Società Antinfortunistica di Milano.
Ricostruito integralmente lo stabilimento di Castelraimondo nel 1947, vengono rimessi in efficienza anche quelli di Fabriano e di Pioraco. Nel 1949 viene messa in funzione nello stabilimento di Fabriano Succursale - ex Cartiera Fornari - una nuova macchina in tondo, la S5, installata in un apposito fabbricato. Nello stesso anno a Pioraco si attiva la terza macchina continua in piano, la P3, che resterà in funzione fino al 1975. Nello stabilimento Centrale di Fabriano viene inaugurata nel 1953 la nuova macchina continua in piano C2. 
Nel 1963 iniziano i lavori di costruzione di un nuovo complesso che dovrà sostituire la cartiera Succursale: è il nuovo stabilimento denominato Ponte del Gualdo, completato nel 1977. Viene montata la nuova macchina continua in piano F3; alla S5 vengono affiancate altre due macchine in tondo, S6 e S7, mentre dei locali dell'antica Cartiera Fornari rimane attivo il solo reparto Tini per la produzione di carta a mano. Tutta la produzione di Fabriano è concentrata nel nuovo stabilimento, mentre nella ex Cartiera Centrale restano attivi gli uffici tecnici e amministrativi. L’ultimo importante potenziamento produttivo nell'area fabrianese è la realizzazione nel 1993 dello stabilimento di Fabriano Rocchetta, dove vengono trasferite le linee di allestimento della macchina F3 e raccolta la produzione in attesa di spedizione.
Nel 1971 il designer Carlo Cattaneo realizza il logo che renderà famose in tutto il mondo le Cartiere Miliani Fabriano. Nel 1978 l'Istituto Poligrafico dello Stato diviene l'azionista di maggioranza delle Cartiere Miliani, acquistando il 98,6 % del pacchetto azionario; l'operazione viene ufficializzata con la legge n. 480 dell'8 agosto 1980. L'operazione di ricapitalizzazione permette nuovi investimenti e di proseguire la ristrutturazione aziendale, ma vengono anche consociate alle Miliani altre 17 aziende che nel lungo periodo graveranno sul bilancio del gruppo. «La soluzione del grave problema arrivò nel 2002 con la cessione del pacchetto azionario delle Miliani alla Fedrigoni Group di Verona. Pertanto la gestione dell’azienda ritorna alla forma privata dopo un lungo periodo di gestione pubblica».
A fine anno 2010 è perfezionata da Fedrigoni S.p.A. un'operazione di riassetto societario che comporta l’incorporazione delle Cartiere Miliani Fabriano S.p.A. L’operazione ha effetto dal 1º gennaio 2011.
L'8 marzo 2011 la Fedrigoni S.p.A. costituisce la Fondazione Gianfranco Fedrigoni – Fabriano. Storia, scienza e arte della carta (in breve Fondazione Fedrigoni Fabriano) con lo scopo, tra gli altri, di tutelare e gestire l'importante patrimonio di beni archivistici, storici ed archeologici delle Cartiere Miliani Fabriano. La Fondazione ha sede all’interno dell’Archivio storico delle Cartiere Miliani.

### Nel terzo millennio
Nei quattro stabilimenti marchigiani: i due di Fabriano (Ponte del Gualdo e Rocchetta), Pioraco e Castelraimondo attualmente sono impiegate più di 550 persone e realizzati oltre 3 000 prodotti a catalogo.
La carta Fabriano è scelta ogni anno da milioni di studenti e artisti in Italia e nel mondo. Tra i prodotti più richiesti ci sono: carte artistiche per acquerello, carte per disegno, carte colorate belle arti, carte per illustrazione grafica, carta per tecniche miste, carte olio e acrilico, carte per la conservazione, taccuini per disegno, calligrafia e lettering, blocchi Fabriano 1264, cartucciere e scatole per matite da disegno e arte.

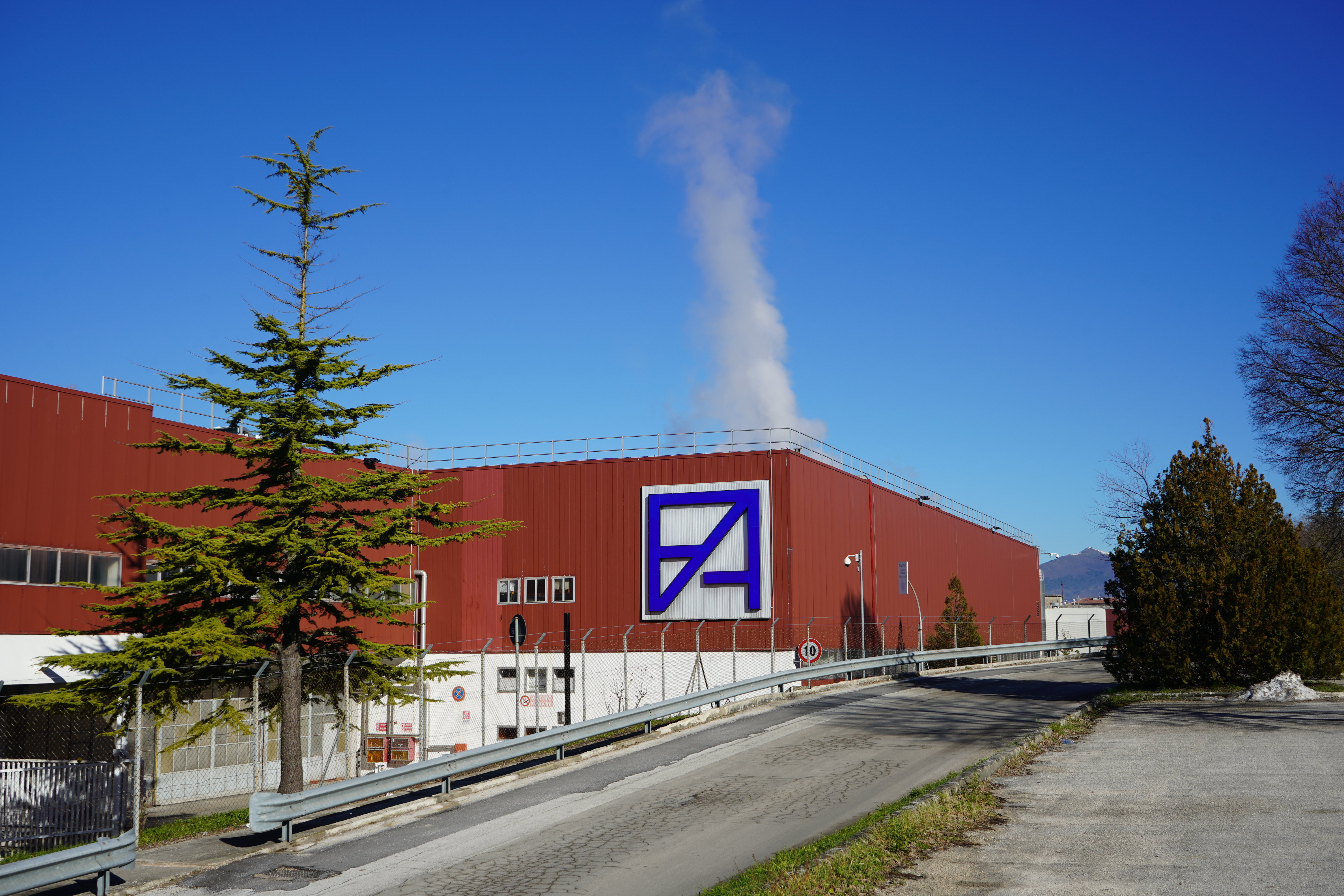
Nuovo stabilimento "Ponte del Gualdo" di Fabriano - Fedrigoni S.p.A.

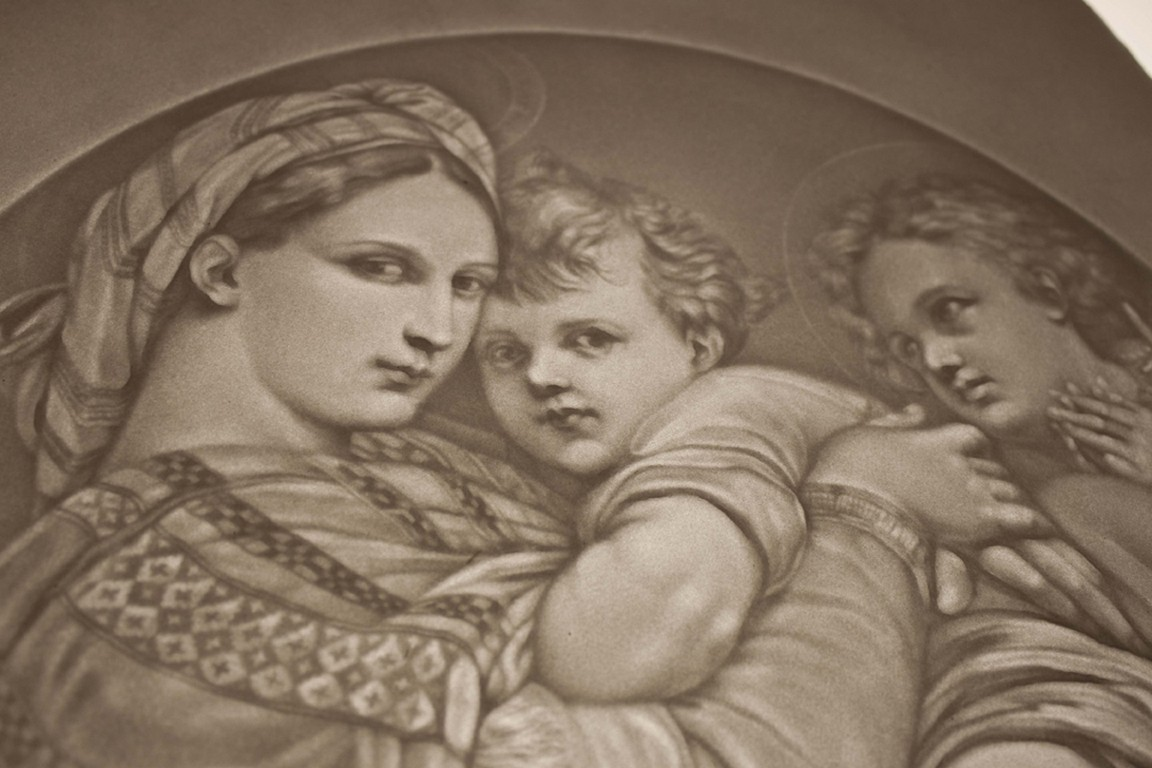
Filigrana della "Madonna della seggiola" di Raffaello Sanzio ottenuta con una "forma velina" punzonata in chiaroscuro, per la produzione della carta a mano. Anno 1915. Incisore: Serafino Cilotti (1868-1943) di Pioraco.

## Siti produttivi
- Fabriano: sede centrale "Complesso storico cartiere Miliani", nucleo originario dell'azienda fondata da Pietro Miliani, attualmente è la sede della Fondazione Fedrigoni Fabriano, dell'Archivio storico delle Cartiere Miliani e di uffici aziendali.
- Fabriano: lo stabilimento conosciuto anche con il nome "Ponte del Gualdo" ha assunto la struttura attuale nel 1977 con l'avviamento di una nuova linea di produzione. La fabbrica occupa una superficie coperta di 36000 m².[21]
- Fabriano, frazione Rocchetta: è il sito produttivo più recente operante dal 1993, occupa un'area totale di 130000 m², di cui 45 000 coperti.
- Pioraco: lo stabilimento, in parte danneggiato dal terremoto del 2016, è stato rimesso in funzione nel 2017 e occupa una superficie coperta di 15500 m².
- Castelraimondo: lo stabilimento di Castelraimondo occupa un'area totale di 64000 m² di cui 15000 m² coperti.

## Archivio
La documentazione storica prodotta dalle Cartiere Miliani Fabriano è custodita dalla Fondazione Fedrigoni Fabriano che ha la propria sede all'interno dell'Archivio storico delle Cartiere Miliani.
Oltre 500 metri lineari tra beni archivistici e librari appartenenti all'Archivio delle Cartiere Miliani Fabriano, il primo "archivio d'impresa" in Italia dichiarato di notevole interesse storico con provvedimento vincolistico emesso il 20 luglio 1964 a norma del D.P.R. 1409 del 30.9.1963 con la seguente motivazione:
Ad accrescere il valore del patrimonio archivistico e librario, oltre 2000 m² di Beni Storici Cartari (BSC), una serie di strumenti e macchinari di rilevante importanza: un impianto di pile idrauliche a magli multipli della fine del 1700, il torchio a vite del 1706, i tavoli del “formista” o “modularo”, 793 tele cilindriche per la produzione della carta a macchina in tondo, 269 ritagli di tele cilindriche antiche, tre tamburi creatori per la produzione della carta a macchina in tondo, oltre 6 000 punzoni in legno, bronzo e rame, e 2 295 forme per la produzione della carta a mano, datate dalla prima metà del 1800, delle quali 301 vergate e 1 994 veline, tutte filigranate, commissionate da banche nazionali e internazionali e aziende storiche italiane (FIAT, Liquore Strega, Fernet Branca, Stabilimento Ricordi, ecc.). Parte dei beni sono depositati con contratto di comodato d’uso presso i Musei della Carta e della Filigrana di Fabriano e di Pioraco.

## Specialità CMF

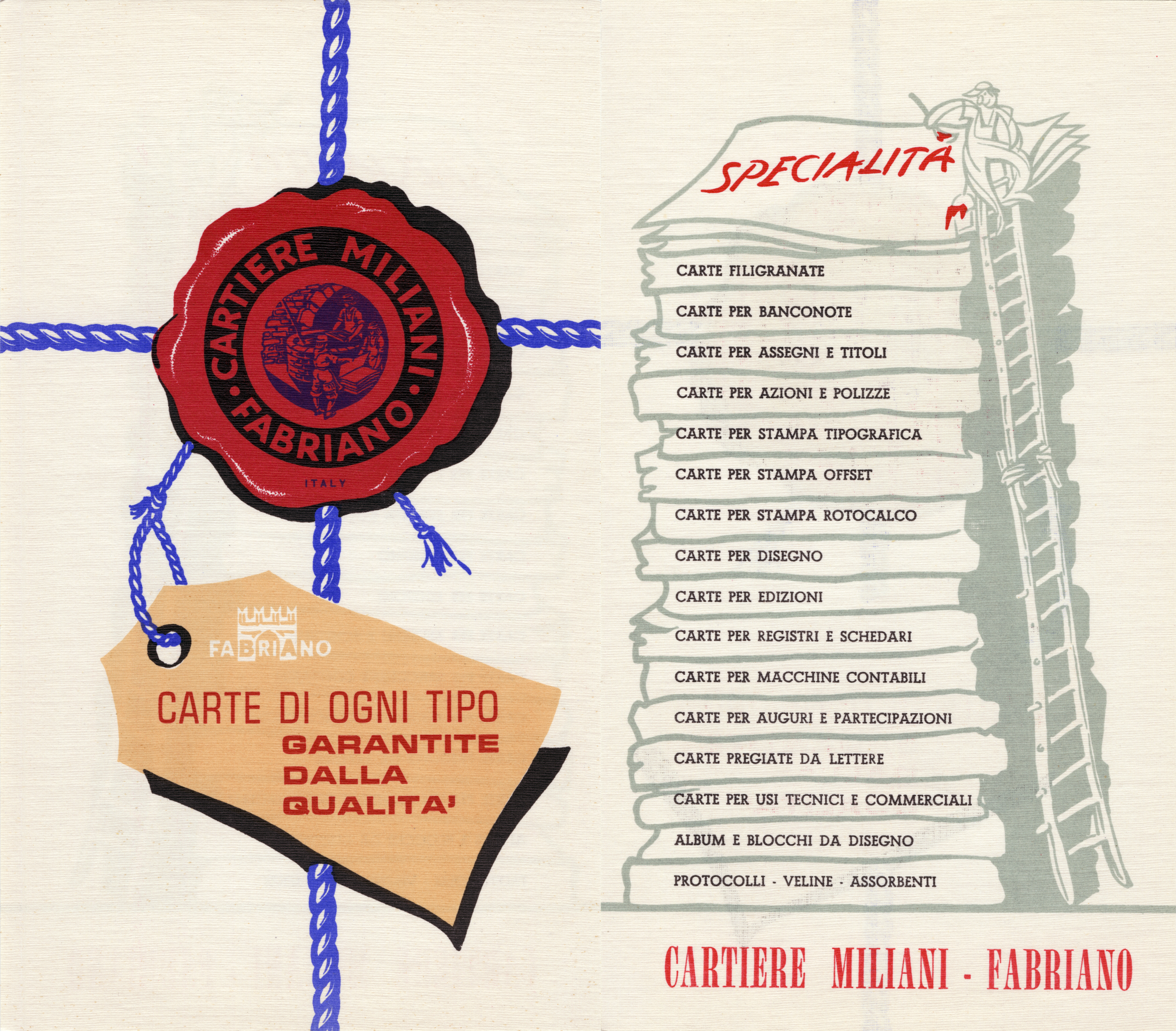
Anni '60 - Opuscolo pubblicitario delle Cartiere Miliani Fabriano.

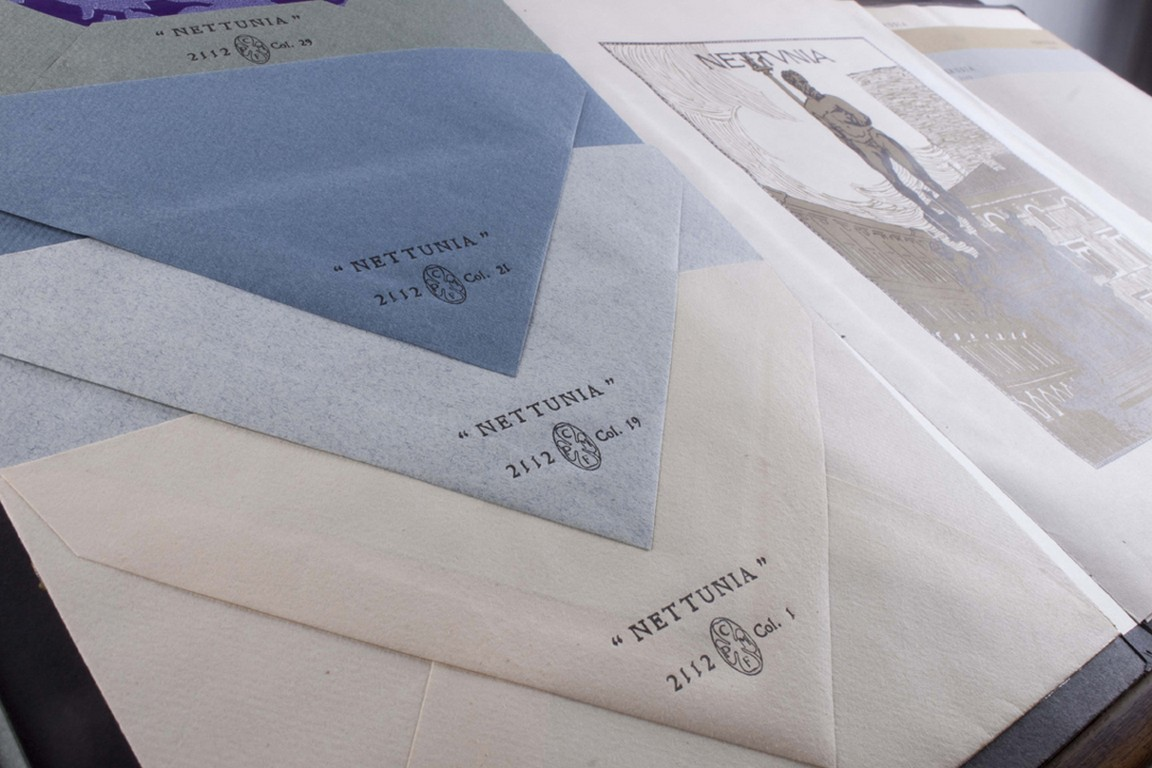
Particolare di un campionario di vari tipi di carte da corrispondenza delle Cartiere Miliani Fabriano dei primi anni del XX secolo. Buste e carta da lettere "Nettunia".

Nel corso della sua lunga storia le Cartiere Miliani Fabriano hanno fabbricato diverse tipologie di carte, sempre prestando particolare cura alla qualità. Campionari, dépliant e brochure conservati nell'Archivio storico delle Cartiere Miliani Fabriano testimoniano la varietà delle produzioni CMF. La cartiera realizzava in particolar modo:
- carte filigranate
- carte per banconote
- carte per assegni e titoli
- carte per azioni e polizze
- carte per stampa tipografica
- carte per stampa offset
- carte per stampa rotocalco
- carte per musica
- carte per disegno
- carte per edizioni
- carte per registri e schedari
- carte per macchine contabili
- carte per auguri e partecipazioni
- carte pregiate da lettere
- carte per usi tecnici e commerciali

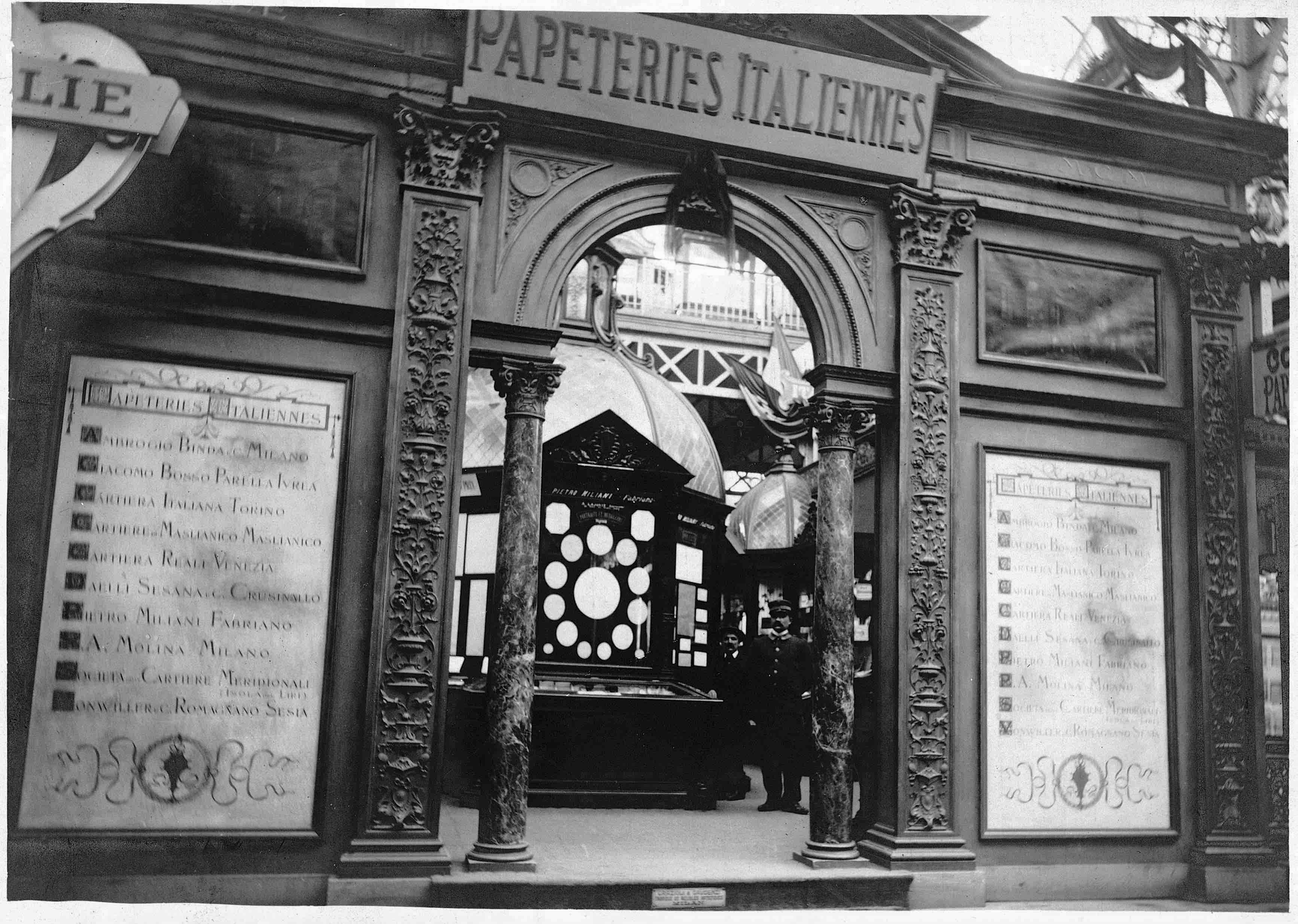
1900 - Padiglione delle cartiere italiane all'Esposizione universale di Parigi. L'espositore centrale è delle Cartiere Pietro Miliani di Fabriano.

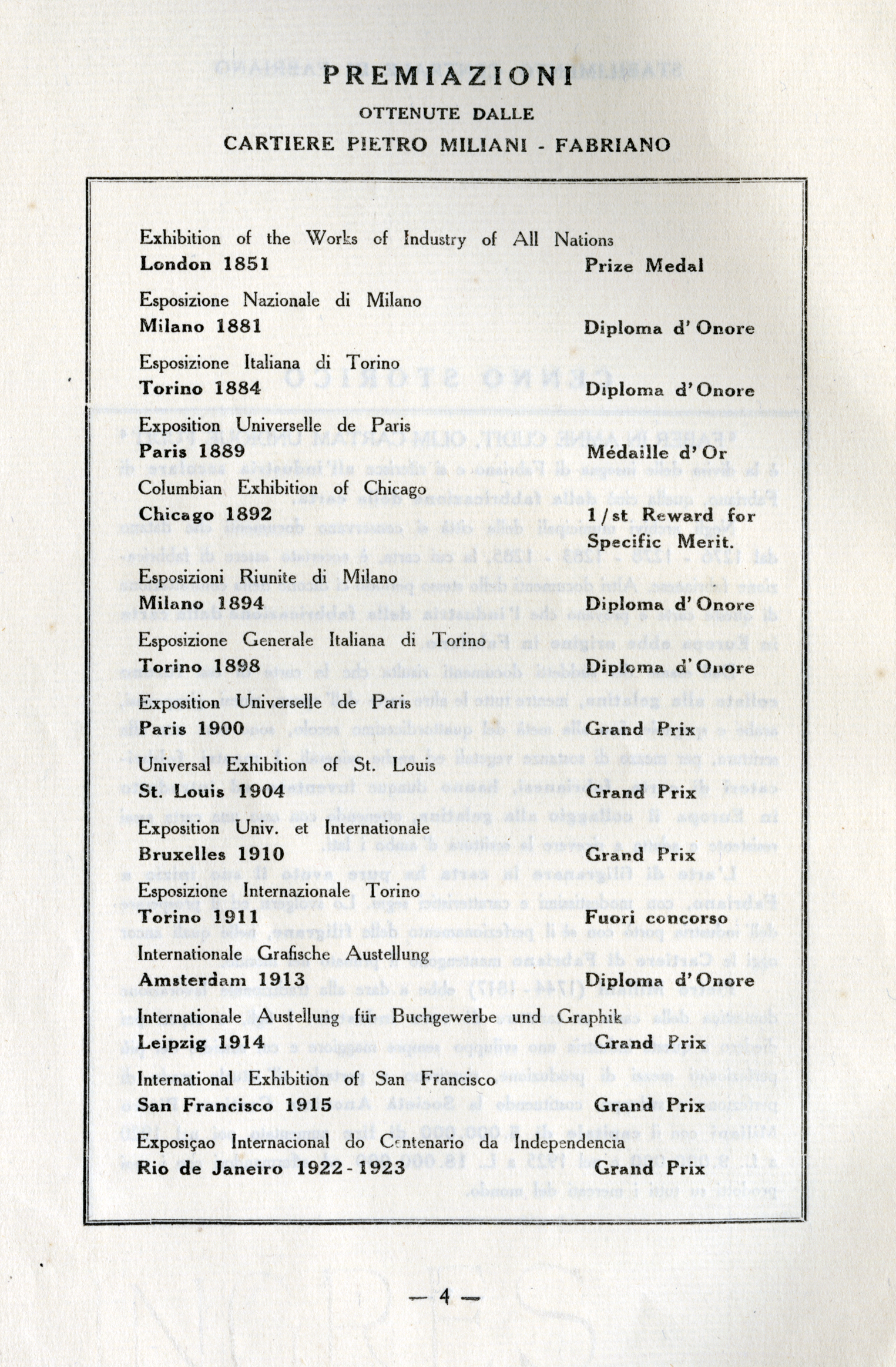
1926 - Listino Prezzi della Società anonima Pietro Miliani Fabriano - Premiazioni.

- album e blocchi da disegno

## Premi e riconoscimenti
Le Cartiere Miliani Fabriano nella loro lunga storia hanno ottenuto importanti premi e riconoscimenti a livello italiano e internazionale. Nell'Archivio storico delle Cartiere Miliani Fabriano sono conservati diplomi e attestati.,
- 1826 – Papa Leone XII, Medaglia d'oro
- 1851 – Esposizione industriale di Londra, Medaglia d'onore
- 1853 – Papa Pio IX, Medaglia d’oro
- 1855 – Esposizione universale di Parigi, Medaglia di bronzo
- 1857 – Accademia Nazionale di Agricoltura, Manifattura e Commercio di Parigi, Medaglia d'onore di 1ª classe
- 1858 – Papa Pio IX, Medaglia d'oro
- 1861 – Esposizione italiana di Firenze, Medaglia di merito
- 1867 – Esposizione universale di Parigi, Medaglia d'argento
- 1869 – Esposizione agraria industriale artistica di Ancona, Medaglia d’oro
- 1871 – Esposizione campionaria di Torino, Diploma di 1º grado
- 1871 – Esposizione marchigiana di Urbino, Medaglia d’oro
- 1872 – Esposizione agraria, industriale e artistica della provincia di Ancona, Premio d'onore
- 1873 – Esposizione mondiale di Vienna, Diploma di merito
- 1875 – Esposizione artistica industriale agricola di Fabriano, Medaglia d'oro
- 1881 – Esposizione nazionale di Milano, Diploma d'onore
- 1884 – Esposizione italiana di Torino, Diploma d'onore
- 1888 – Esposizione italiana di Londra, Diploma d’onore di 1ª classe
- 1888 – Esposizione vaticana di Papa Leone XIII, Diploma d’onore
- 1889 – Esposizione universale di Parigi, Medaglia d’oro[26]
- 1891/1892 – Esposizione nazionale italiana di Palermo, Medaglia d'oro
- 1893 – Esposizione mondiale colombiana di Chicago, 1º premio per merito specifico
- 1894 – Esposizioni riunite di Milano, Diploma d'onore
- 1894 – Esposizione di Senigallia, Gran diploma d’onore
- 1897 – Ministero di agricoltura, industria e commercio, Medaglia d'oro
- 1898 – Esposizione generale italiana di Torino, Diploma d'onore
- 1900 – Esposizione universale di Parigi, Grand Prix
- 1904 – Esposizione universale di St. Louis, Grand Prix
- 1904 – Esposizione di Brescia, Diploma di benemerenza
- 1910 – Esposizione universale e internazionale di Bruxelles, Grand Prix
- 1911 – Esposizione internazionale di Torino, Fuori concorso
- 1913 – Esposizione internazionale dell'industria grafica di Amsterdam, Diploma d’onore
- 1914 – Esposizione internazionale del libro e arte grafica di Lipsia, Grand Prix
- 1914 – Esposizione marchigiana di Milano, Grand Prix
- 1915 – Esposizione internazionale di San Francisco, Grand Prix
- 1922/1923 – Esposizione internazionale del centenario dell’indipendenza di Rio de Janeiro, Grand Prix
- 1926 – Esposizione internazionale di Fiume, Grand Prix
- 1927 – Fiera internazionale di Tripoli, Medaglia d'oro
- 1928 – Esposizione internazionale di Torino, Fuori concorso
- 1930 – Papa Pio XI, Medaglia d’argento
- 1934 – Fiera internazionale di Tripoli, Diploma di partecipazione
- 1936 – Fiera di Ancona, Grand Prix
- 1936 – Fiera internazionale di Tripoli, Medaglia d'oro
- 1937 – Fiera di Padova, Diploma di partecipazione
- 1937 – Fiera internazionale di Tripoli, Fuori concorso